# Marko Kon
Marko Kon (Servisch: Марко Кон) (Belgrado, 20 april 1972) is een Servisch componist, scenarioschrijver, arrangeur, producer en zanger.

## Biografie
Kon richtte zijn eerste band op toen hij negen jaar oud was. Hij speelt klarinet, fluit, saxofoon, gitaar, basgitaar en drums.
Hij wordt samen met Aleksandar Kobac een van de meest succesvolle duo's van de Servische muziek genoemd. Kon schreef tot 2009 meer dan achthonderd popliedjes en verzorgde achtergrondzang op meer dan duizend opnames. Hij heeft, samen met een paar anderen, het lied Ludi letnji ples geschreven. Dat lied werd gezongen door Flamingosi en Luis op het Beovizija 2006, de Servische preselectie voor het Eurovisiesongfestival 2006.  Hij was ook co-producent van het liedje Zauvijek volim te, dat Montenegro gebruikte op het Eurovisiesongfestival 2008 in Belgrado.

### Eurovisiesongfestival 2009
Samen met Milan Nikolić vertegenwoordigde hij Servië op het Eurovisiesongfestival 2009 in Moskou met het lied Cipela. In de tweede halve finale plaatsten Nikolić en Kon zich niet voor de finale. Het duo eindigde als tiende in de televoting, waar alleen de beste negen automatisch doorgingen naar de finale. Over de tiende plaats werd beslist door een jury, die Kroatië aanwees.
2007: Marija Šerifović · 
2008: Jelena Tomašević feat. Bora Dugić · 
2009: Marko Kon & Milaan · 
2010: Milan Stanković · 
2011: Nina Radojčić · 
2012: Željko Joksimović · 
2013: Moje 3 · 
2015: Bojana Stamenov · 
2016: Sanja Vučić · 
2017: Tijana Bogićević · 
2018: Sanja Ilić & Balkanika · 
2019: Nevena Božović · 
2021: Hurricane · 
2022: Konstrakta · 
2023: Luke Black · 
2024: Teya Dora · 
2025: Princ